# Джиджи
 Тази статия е за американския филм.  За владетеля на хунну вижте Джъджъ.  
„Джиджи“ (на английски: Gigi) е американски музикален игрален филм, излязъл по екраните през 1958 година, режисиран от Винсънт Минели с участието на Лесли Карон, Луи Жордан, Морис Шевалие и Хърмаяни Джинголд в главните роли. Сценарият, написан от Алан Джей Лърнър, е базиран на едноименната новела от 1944 година на френската писателка Габриел Сидони Колет.

## Сюжет
Париж в самото начало на 20. век, Гастон Лашай е бонвиван отегчен от живота и шаблоните на парижкото общество. Единствено удоволствие му доставя компанията на мадам Алварез и нейната преждевременно развита внучка Джиджи, която е обучавана за куртизанка. През цялото време Джиджи възприема Гастон като по-голям брат. Ще прерасне ли платоническото приятелство в истинска любов?

## В ролите
| Актьор            | Роля             |
| ----------------- | ---------------- |
| Лесли Карон       | Джиджи           |
| Луи Жордан        | Гастон Лашай     |
| Морис Шевалие     | Оноре Лашай      |
| Хърмаяни Джинголд | мадам Алварез    |
| Изабел Жанс       | леля Алисия      |
| Ева Габор         | Лиан д'Екселманс |
| Жак Бержерак      | Сандомир         |
| Джон Абът         | Мануел           |

## Награди и номинации
„Джиджи“ е големият победител на 31-вата церемония по връчване на наградите „Оскар“, където е номиниран за отличието в 9 категории, печелейки всичките, включително призовете за най-добър филм и най-добър режисьор за Винсънт Минели. Към онзи момент, филмът подобрява рекорда на „Отнесени от вихъра“ (1939), „Оттук до вечността“ (1953) и „На кея“ (1954), които имат по 8 статуетки „Оскар“.
Произведението донася и награди „Златен глобус“ съответно за най-добър мюзикъл, най-добър режисьор и най-добра поддържаща актриса за Хърмаяни Джинголд. През 1991 година филмът е избрани като културно наследство за опазване в Националния филмов регистър към Библиотеката на Конгреса на САЩ.